# Tiempo transcurrido
Tiempo Transcurrido es el primer álbum recopilatorio que contiene de las canciones más exitosas de 1992 a 1999 de la banda de rock alternativo Café Tacvba, lanzado al mercado por Warner Music Group en 2001. Tiempo después se lanza en su formato DVD donde se incluyen los videos musicales de la banda.

## Información
Durante este tiempo Rubén vuelve a cambiar su nombre, esta vez por el de Rita Cantalagua, él explica el origen de su nombre en una entrevista realizada en 2001: "Lo de Rita lo saqué de una película Alemana llamada 'Las leyendas de Rita', y Cantalagua es una hacienda que descubrí en un viaje por el interior de México: un día pasé por ahí y vi el cartel "Hacienda Cantalagua". Me pareció muy sonido eso de que “canta el agua".

## Contenido

### CD
1. "Revés"
2. "La locomotora"
3. "La muerte chiquita"
4. "Dos niños"
5. "No controles"
6. "Ojalá que llueva café"
7. "Cómo te extraño mi amor"
8. "Chilanga banda"
9. "El ciclón"
10. "Las flores"
11. "Esa noche"
12. "La ingrata"
13. "El puñal y el corazón"
14. "El baile y el salón"
15. "El aparato"
16. "Pinche Juan"
17. "Rarotonga"
18. "Las batallas"
19. "Las persianas"
20. "María"
21. "La chica banda"
22. "La 2"

### DVD
1. "Revés"
2. "El baile y el salón"
3. "La locomotora"
4. "Dos niños"
5. "La muerte chiquita"
6. "El ave"
7. "No controles"
8. "Chilanga banda"
9. "Alármala de tos"
10. "Cómo te extraño mi amor"
11. "La ingrata"
12. "El ciclón"
13. "Las flores"
14. "La chica banda"
15. "Rarotonga"
16. "Las persianas"
17. "María"
18. "Chilanga banda (Corto)"
19. "Revés (Corto)"

- Datos: Q1761370